# Pischelsdorf am Kulm

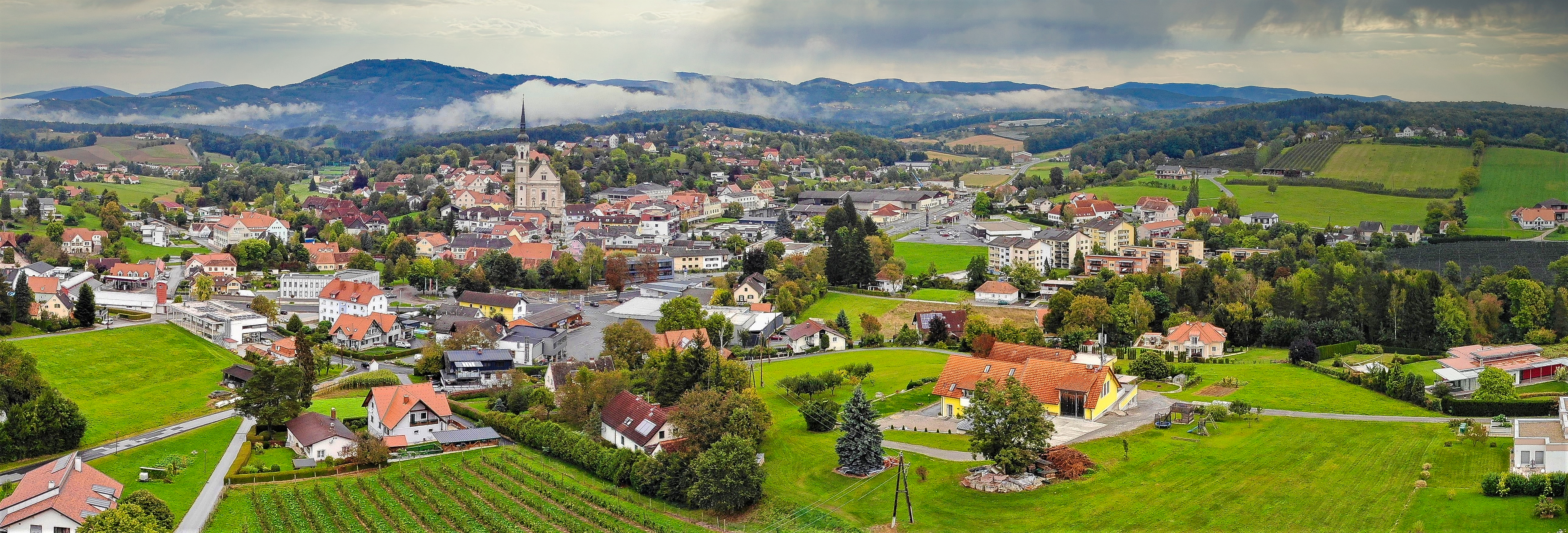
Panorama von Pischelsdorf am Kulm

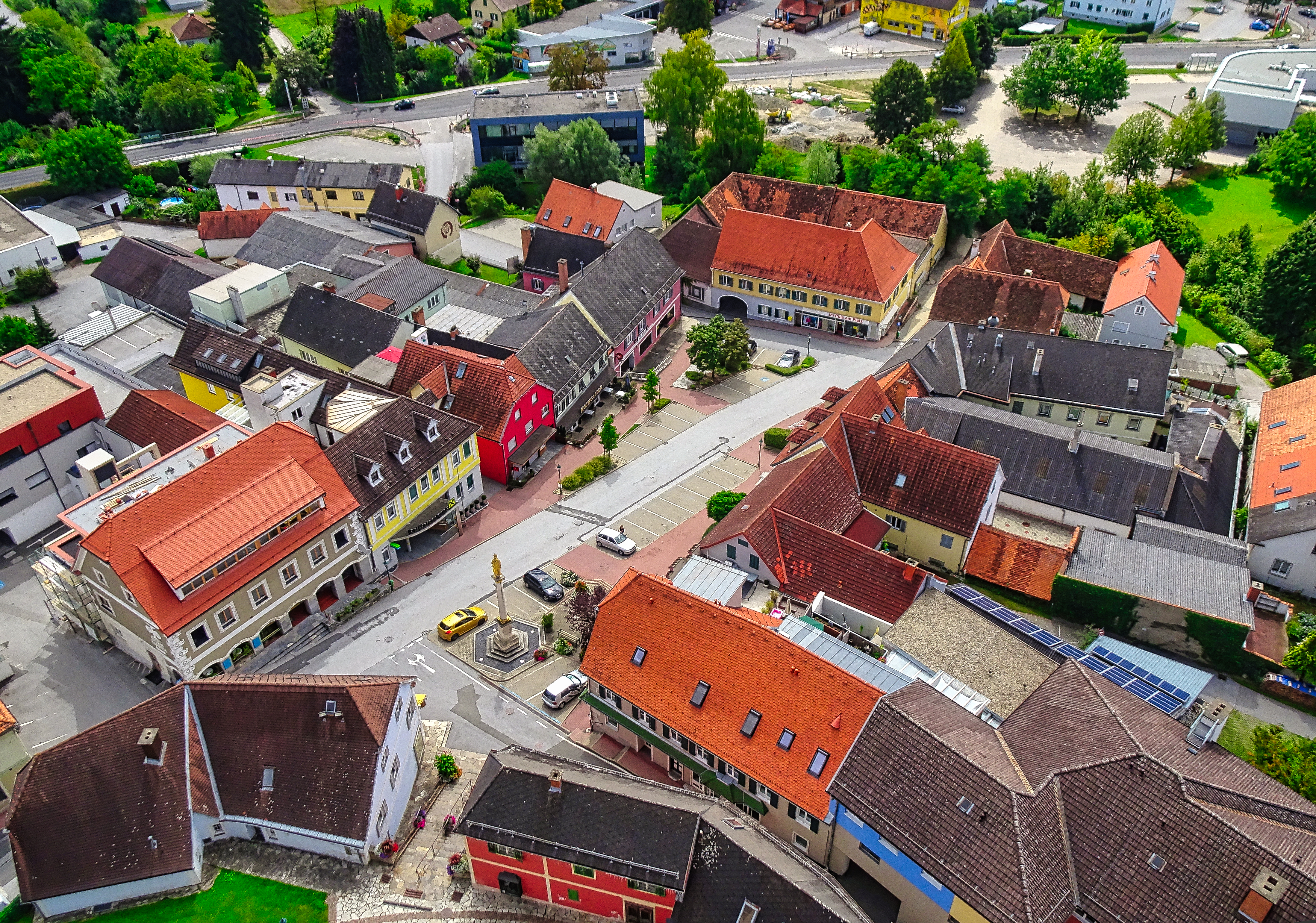
Blick in den Hauptplatz von der Kirchenaussichtsplattform

Pischelsdorf am Kulm ist seit Jahresbeginn 2015 eine Marktgemeinde mit 3862 Einwohnern (Stand 1. Jänner 2024) im Bezirk Weiz in der Steiermark.

## Geografie
Pischelsdorf am Kulm liegt im oststeirischen Hügelland. Die Gemeinde liegt in einer Höhenlage von 350 bis 700 Meter über dem Meer. Die Entwässerung erfolgt über den Römerbach und seine Nebenbäche in die Feistritz. Die Fläche der Gemeinde beträgt 28 Quadratkilometer. Davon wird knapp die Hälfte landwirtschaftlich genutzt, vierzig Prozent sind bewaldet.

### Gemeindegliederung
Das Gemeindegebiet umfasst folgende acht Ortschaften bzw. sieben Katastralgemeinden (Fläche Stand 31. Dezember 2023, Einwohner Stand 1. Jänner 2024):
| - Hart (263) - Kleinpesendorf (173) - Kulming (137) - Pischelsdorf in der Steiermark (1701) - Reichendorf (586) - Rohrbach am Kulm (345) - Romatschachen (459) - Schachen am Römerbach (198) | - Hart (361,05 ha) - Kulming (188,06 ha) - Pischelsdorf (451,55 ha) - Reichendorf (493,4 ha) - Rohrbach (403,77 ha) - Romatschachen (535,46 ha) - Schachen (381,03 ha) |

### Nachbargemeinden
| Puch bei Weiz |                                             |                   |
| Ilztal        | Kompassrose, die auf Nachbargemeinden zeigt | Feistritztal (HF) |
|               | Gersdorf an der Feistritz                   |                   |

## Geschichte
Die Funde von Keramikbruchstücken und Steingeräten wie Pfeilspitzen, Schaber, Klingen und kleine Flachbeile zeigen, dass das Gebiet um den Kulmberg (Gemeinden Puch am Kulm und Stubenberg) schon in der jüngeren Steinzeit besiedelt war. In der Bronzezeit waren Plätze für Häuser in die Felsen der Ostseite des Gipfelplateaus gehackt worden. Rund 300 Menschen dürften damals die Terrasse bewohnt haben. Neben Keramikfunden ist ein Depotfund von Bronzesicheln bemerkenswert. Der Fund einer Fibel aus der frühen Latènezeit ist der älteste Beleg einer keltischen Besiedlung in der Steiermark. In der späten Latènezeit wurde der Gipfel des Kulm mit einer Schalenmauer befestigt und durch ein Zangentor im Südosten gesichert. Aus der Zeit der römischen Besatzung wurden Dachziegelreste und Münzen gefunden. In diesen ersten Jahrhunderten nach der Zeitenwende dürften sich die Bewohner aber schon im Tal angesiedelt haben.
Die erste urkundliche Erwähnung stammt aus dem Jahr 1043. In dieser Urkunde schenkt König Heinrich III. dem Edlen Adalram drei Huben in Ramarsstetin (Römerstätte). Diese drei Huben umfassten das Gebiet der heutigen Katastralgemeinden Pischelsdorf und Romatschachen. Später kaufte der Erzbischof von Salzburg die Güter. Dieser ließ Rodungen durchführen und erbaute um 1170/1180 eine Kirche zu Ehren der Salzburger Schutzheiligen Petrus und Paulus. Der Ort Ramarsstetin wurde nach dem neuen Grundherren „Bischofsdorf“ genannt, woraus sich „Pischelsdorf“ entwickelte.
Im Jahr 1203 wird die Pfarre Pischelsdorf von Feistritz abgetrennt und selbständig. Nach der Zerstörung der Kirche bei einem türkischen Einfall 1532 wird auf den Trümmern ein 33,9 Meter langer und 9,1 Meter breiter einschiffiger Bau errichtet. Nach einem Großbrand 1643 wird an der gleichen Stelle eine barocke Kirche gebaut. Johann Maximilian Graf von Herberstein errichtet 1664 an der höchsten Stelle des geschlossenen Marktplatzes eine Mariensäule. Als die Kirche zu klein wird, ersetzt man sie im 19. Jahrhundert durch einen Neubau.
Die Gemeinde entstand im Rahmen der Gemeindestrukturreform in der Steiermark
aus den mit Ende 2014 aufgelösten Gemeinden Pischelsdorf in der Steiermark, Kulm bei Weiz und Reichendorf.
Eine Beschwerde, die von der Gemeinde Reichendorf gegen die Zusammenlegung beim Verfassungsgerichtshof eingebracht wurde, war nicht erfolgreich.

### Bevölkerungsentwicklung
| Pischelsdorf am Kulm: Einwohnerzahlen von 1869 bis 2024 | Pischelsdorf am Kulm: Einwohnerzahlen von 1869 bis 2024 | Pischelsdorf am Kulm: Einwohnerzahlen von 1869 bis 2024 | Pischelsdorf am Kulm: Einwohnerzahlen von 1869 bis 2024 | Pischelsdorf am Kulm: Einwohnerzahlen von 1869 bis 2024 |
| ------------------------------------------------------- | ------------------------------------------------------- | ------------------------------------------------------- | ------------------------------------------------------- | ------------------------------------------------------- |
| Jahr                                                    |                                                         |                                                         |                                                         | Einwohner                                               |
| 1869                                                    | 1869                                                    |                                                         | 2.224                                                   | 2.224                                                   |
| 1880                                                    | 1880                                                    |                                                         | 2.369                                                   | 2.369                                                   |
| 1890                                                    | 1890                                                    |                                                         | 2.450                                                   | 2.450                                                   |
| 1900                                                    | 1900                                                    |                                                         | 2.341                                                   | 2.341                                                   |
| 1910                                                    | 1910                                                    |                                                         | 2.628                                                   | 2.628                                                   |
| 1923                                                    | 1923                                                    |                                                         | 2.500                                                   | 2.500                                                   |
| 1934                                                    | 1934                                                    |                                                         | 2.725                                                   | 2.725                                                   |
| 1939                                                    | 1939                                                    |                                                         | 2.690                                                   | 2.690                                                   |
| 1951                                                    | 1951                                                    |                                                         | 2.665                                                   | 2.665                                                   |
| 1961                                                    | 1961                                                    |                                                         | 2.809                                                   | 2.809                                                   |
| 1971                                                    | 1971                                                    |                                                         | 3.124                                                   | 3.124                                                   |
| 1981                                                    | 1981                                                    |                                                         | 3.250                                                   | 3.250                                                   |
| 1991                                                    | 1991                                                    |                                                         | 3.528                                                   | 3.528                                                   |
| 2001                                                    | 2001                                                    |                                                         | 3.552                                                   | 3.552                                                   |
| 2011                                                    | 2011                                                    |                                                         | 3.611                                                   | 3.611                                                   |
| 2021                                                    | 2021                                                    |                                                         | 3.674                                                   | 3.674                                                   |
| 2024                                                    | 2024                                                    |                                                         | 3.862                                                   | 3.862                                                   |
| Quelle(n): Statistik Austria, Gebietsstand 1.1.2021     |                                                         |                                                         |                                                         |                                                         |

## Kultur und Sehenswürdigkeiten

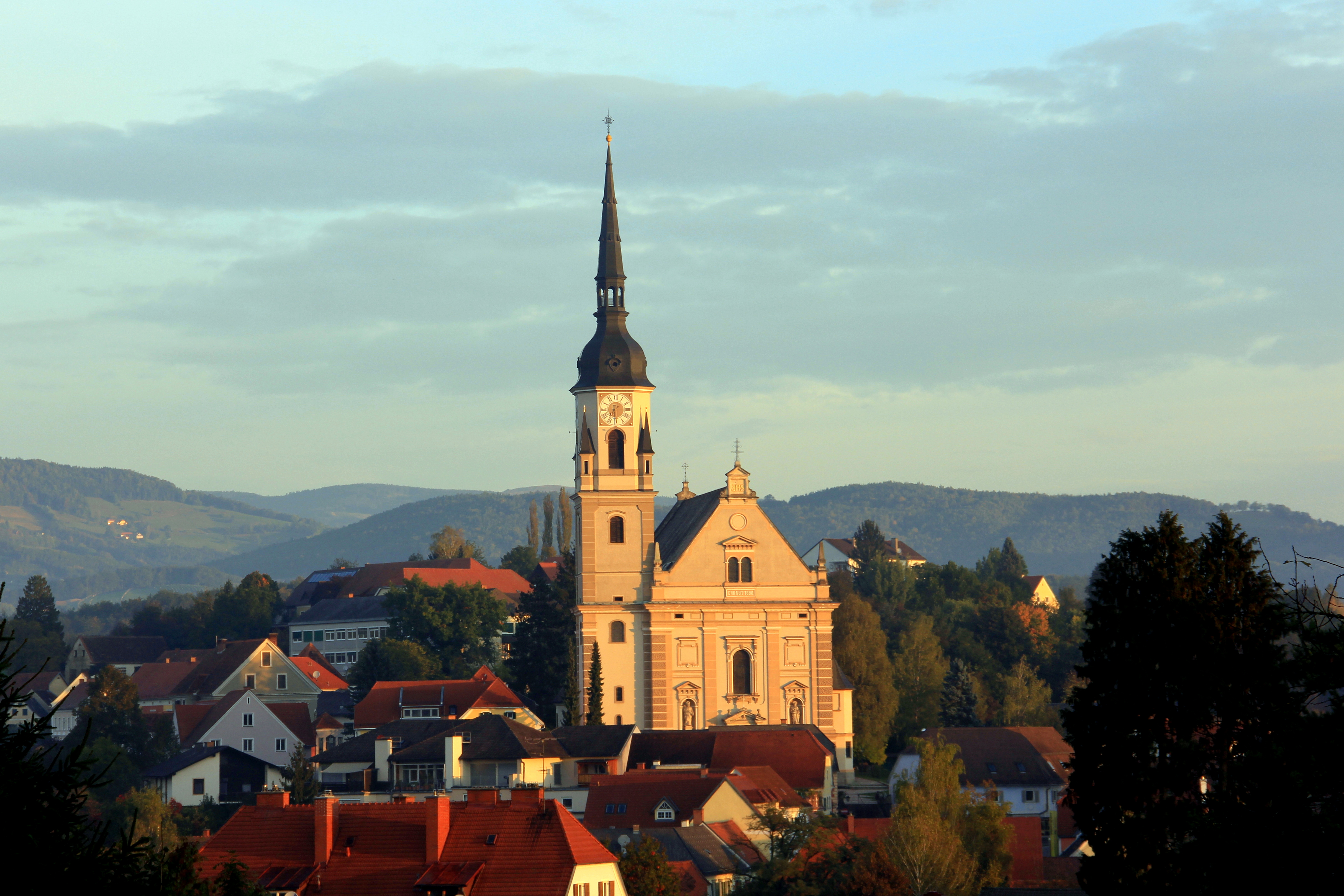
Pfarrkirche Pischelsdorf am Kulm

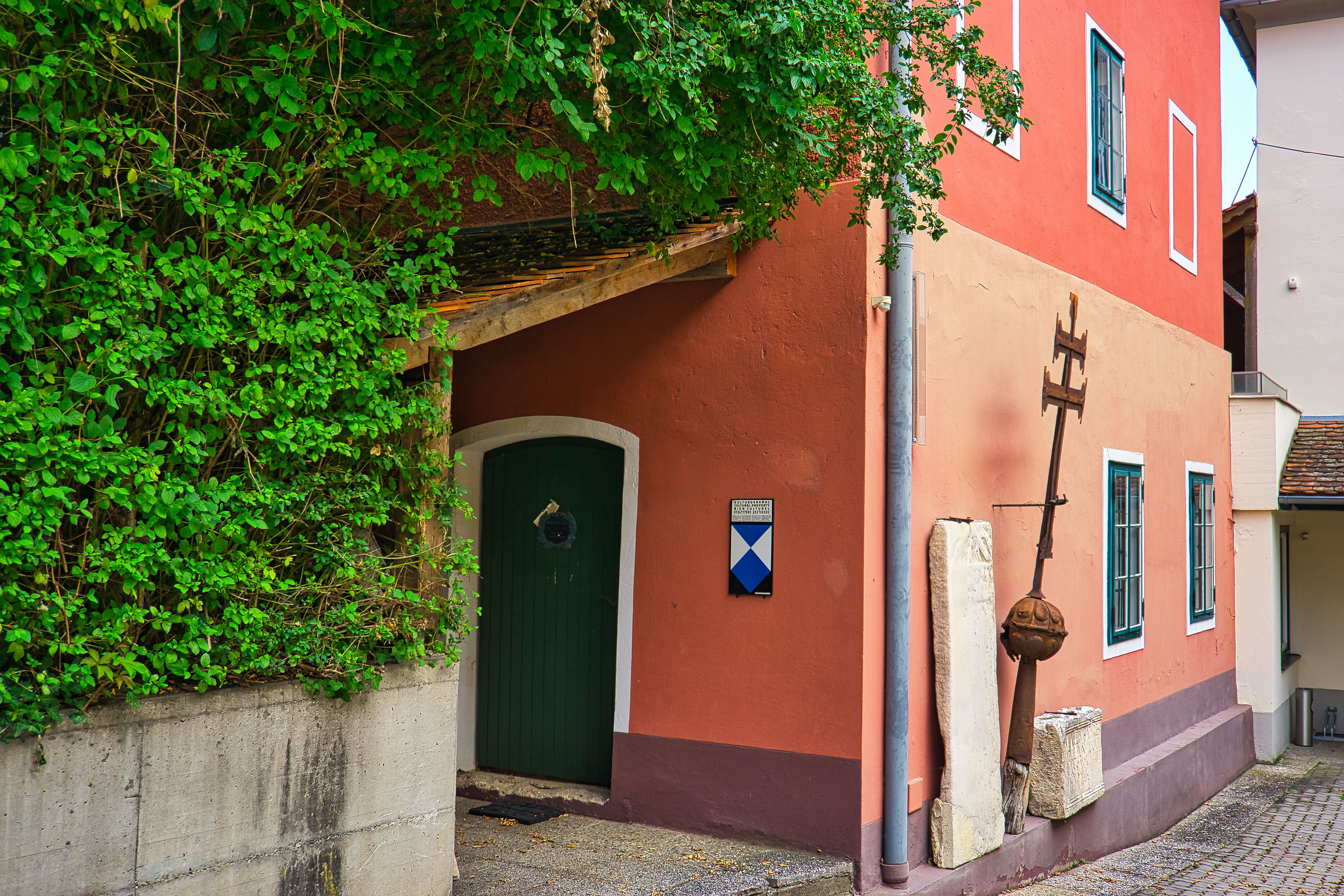
Färberturm

### Museen
- Freilichtmuseum Kulm-Keltendorf

### Bauwerke
- Katholische Pfarrkirche Pischelsdorf am Kulm, Hll. Peter und Paul
- Färberturm

### Veranstaltungen
- Eine der größten Veranstaltungen in der Region ist das Pischelsdorfer Volksfest und die Pischelsdorfer Wirtschaftsmesse.[11] Es wird jährlich zu Christi Himmelfahrt am Gelände rund um das Gelände der Oststeirerhalle abgehalten. Veranstaltet wird das traditionelle Volksfest von der Freiwilligen Feuerwehr Pischelsdorf, eine Besonderheit ist hierbei die Wirtschaftsmesse in der eigenen Zelthalle und der große Vergnügungspark. Als weit über die Gemeindegrenzen hinweg bekannte Spezialität des Volksfestes gelten die Grillwürstel, die auf einem großen Holzkohlegrill vor den Augen der Festbesucher zubereitet werden.

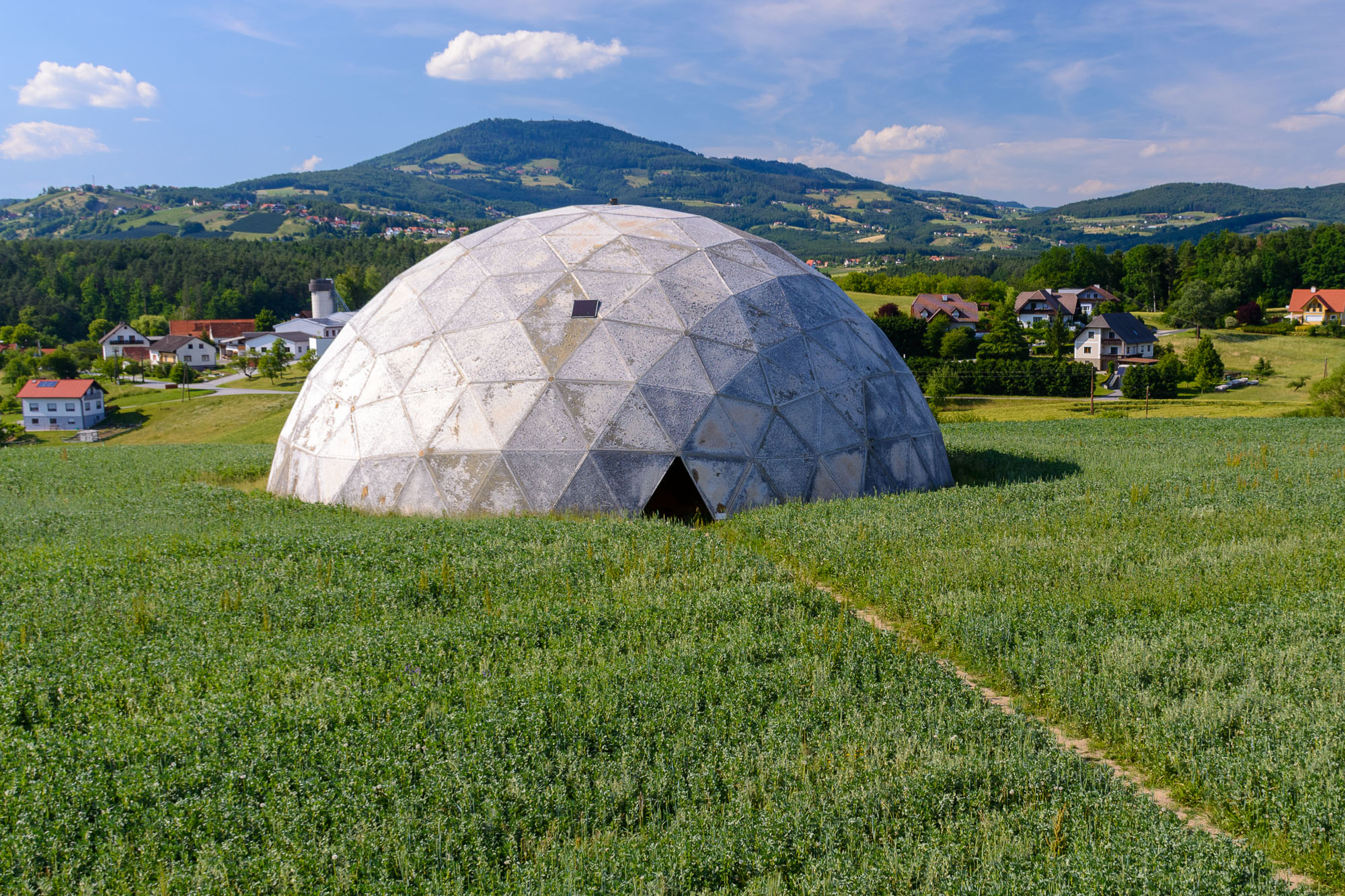
Land-Art-Projekt „Klangdom“, kurz Dom, aus 2011 mit Kulm im Hintergrund (2017)

### Kulturinitiativen
Überregionale Bedeutung erlangte die 1993 von Richard Frankenberger gegründete Kulturinitiative K.U.L.M. Sie widmet sich in Ausstellungen, Lesungen, Symposien und künstlerischen Interventionen Fragen von Kunst, Gesellschaft und Ökologie. Seit der Gründung 1993 steuerte sie immer wieder Programmpunkte zum Kunstfestival Steirischer Herbst bei. 1995 bezog sie den Veranstaltungsort „Kulturstock 3“ in der ehemaligen Schuhfabrik des Ortes.
Der „Rastplatz K.U.L.M.“ an der Wechsel Straße mit der Aussichtsstiege „Nomadin“ und dem geodätischen „Dom“ gehören zu den Landmarken am Ortsgebiet von Pischelsdorf. Seit dem Rückzug von Richard Frankenberger wird die „kulturinitiative kulm“ von Gertraud Ranegger geleitet. Das Vereinsangebot der Kulturinitiative wurde um Artist-in-Residence-Programme erweitert.

## Wirtschaft und Infrastruktur

### Wirtschaftssektoren
In den Jahren 1999 bis 2010 nahm die Anzahl der landwirtschaftlichen Betriebe von 274 auf 216 ab. Von den 726 Erwerbstätigen des Produktionssektors waren mehr als 400 im Bereich Warenherstellung und 300 in der Bauwirtschaft beschäftigt. Die größten Arbeitgeber im Dienstleistungssektor waren die Bereiche Handel (194) und soziale und öffentliche Dienste (182 Erwerbstätige).
| Wirtschaftssektor            | Anzahl Betriebe | Anzahl Betriebe | Anzahl Betriebe | Erwerbstätige | Erwerbstätige | Erwerbstätige |
| Wirtschaftssektor            | 2021            | 2011            | 2001            | 2021          | 2011          | 2001          |
| ---------------------------- | --------------- | --------------- | --------------- | ------------- | ------------- | ------------- |
| Land- und Forstwirtschaft 1) | 107             | 216             | 274             | 165           | 115           | 132           |
| Produktion                   | 49              | 36              | 35              | 885           | 726           | 670           |
| Dienstleistung               | 207             | 161             | 120             | 696           | 551           | 524           |

1) Betriebe mit Fläche in den Jahren 2010 und 1999, Arbeitsstätten im Jahr 2021
| Im Jahr 2011 lebten 1832 Erwerbstätige in Pischelsdorf am Kulm. Davon arbeiteten 575 in der Gemeinde, mehr als zwei Drittel pendelten aus. | Hier fehlt eine Grafik, die leider im Moment aus technischen Gründen nicht angezeigt werden kann. Wir arbeiten daran! |

### Bildung
Neben einer Volksschule gibt es in der Gemeinde eine Mittelschule, eine Polytechnische Schule und eine Musikschule.

### Einsatzorganisationen

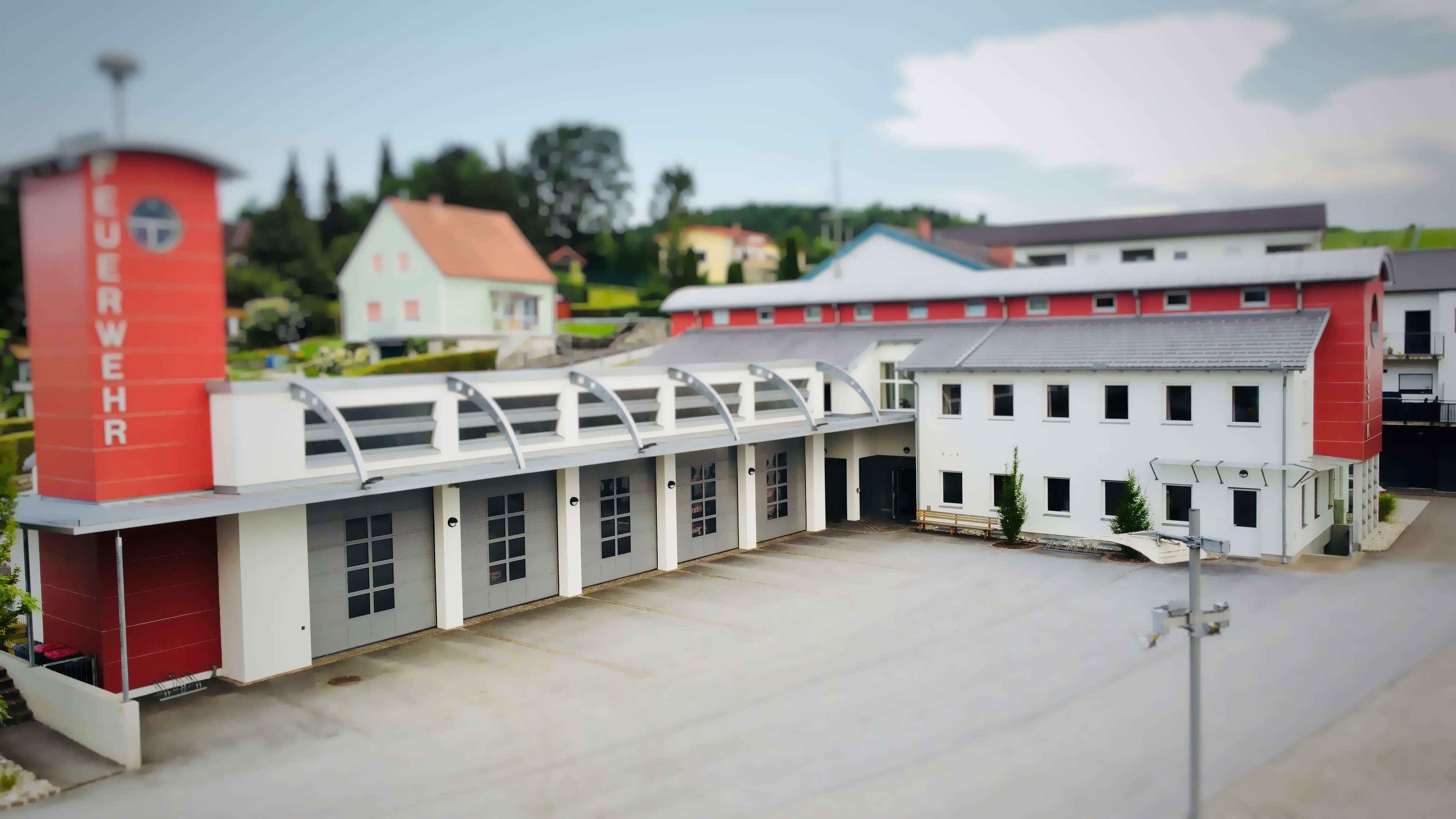
Feuerwehrhaus der Feuerwehr Pischelsdorf (2022)

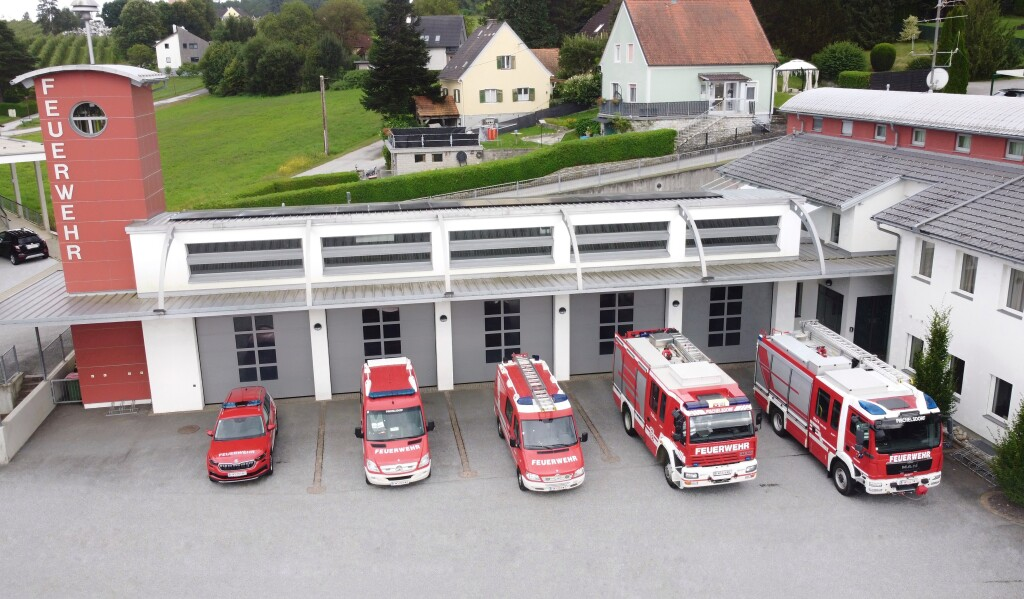
Fuhrpark der Feuerwehr Pischelsdorf im Jahr 2025

Die Sicherstellung der örtlichen Sicherheit, des Rettungsdienstes und der Gefahren- bzw. Katastrophenabwehr gewährleisten in der Marktgemeinde Pischelsdorf:
- Polizeiinspektion Pischelsdorf
- Rotkreuz-Ortsstelle Pischelsdorf
- Freiwillige Feuerwehren, wobei die Feuerwehren folgende Gebiete betreuen:
  - Feuerwehr Pischelsdorf mit der KG Pischelsdorf, KG Schachen, KG Hart sowie Teile der KG Oberrettenbach und KG Rothgmos
  - Feuerwehr Reichendorf mit der KG Reichendorf
  - Feuerwehr Rohrbach mit der KG Kulming, KG Rohrbach am Kulm
  - Feuerwehr Romatschachen mit der KG Romatschachen.

Das Einsatzspektrum der Freiwilligen Feuerwehr Pischelsdorf ist sowohl von der durch das Einsatzgebiet verlaufenden, oststeirischen Hauptverkehrsader LB54 (Wechselbundesstraße), wie auch durch mehrere Landesstraßen auf technische Einsätze (Verkehrsunfälle) geprägt.
Zu diesem Zweck verfügt die Feuerwehr Pischelsdorf über ein Rüstlösch-Fahrzeug samt hydraulischen Rettungsgeräten und umfassende Ausrüstung für Sanitätsbetreuung und Menschenrettung.
Jedoch bilden auch Industrie & Gewerbebetriebe einen Schwerpunkt für die Brandbekämpfung und Brandverhütung. Industriebetriebe mit Sprinkleranlagen, ein Pflegeheim sowie ein gewerbliches Brennstoff & Gefahrgutlager verfügen über automatische Brandmeldeanlagen. Weiters zählen der Kindergarten, die Volks- & Mittelschule, ein Wohnheim und zahlreiche Mehrgeschoß-Wohnbauten zum Einsatzgebiet.

## Politik

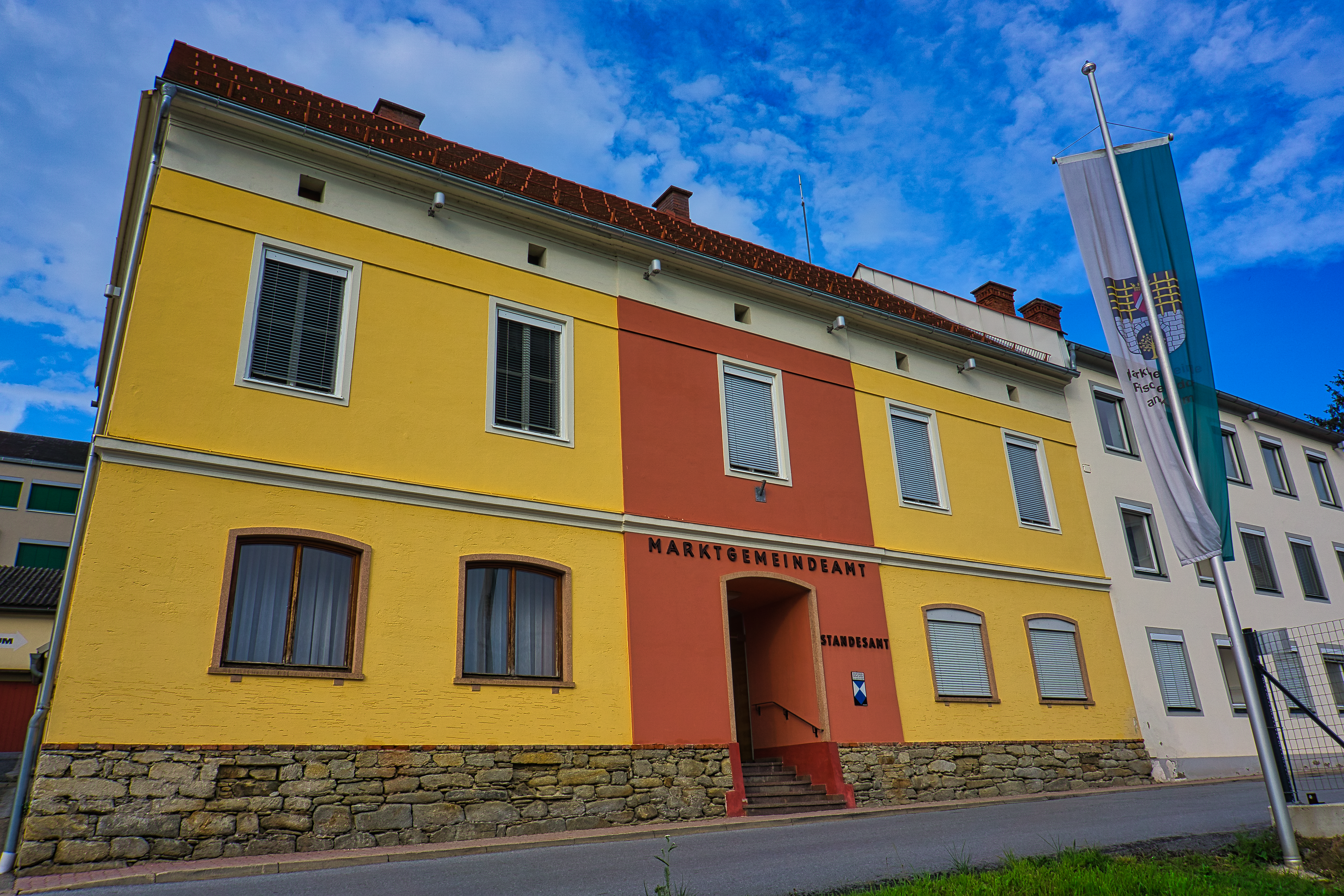
Marktgemeindeamt von Pischelsdorf am Kulm

### Gemeinderat
Der Gemeinderat hat 21 Mitglieder.
- Mit den Gemeinderatswahlen in der Steiermark 2015 hatte der Gemeinderat folgende Verteilung: 11 ÖVP, 4 SPÖ, 4 FPÖ und 2 GRÜNE.[19]
- Mit den Gemeinderatswahlen in der Steiermark 2020 hat der Gemeinderat folgende Verteilung: 12 ÖVP, 4 SPÖ, 2 FPÖ, 2 GRÜNE und 1 NEOS.[20]

### Bürgermeister
- 2014–2021 Herbert Baier[21][22] (ÖVP)
- seit 2021 Herbert Pillhofer[23]

### Wappen
Der Marktgemeinde Pischelsdorf am Kulm wurde 2016 folgendes Wappen verliehen: Ein schwarzer, unten von einer silbernen schwarzgefugten Quadermauer mit Rundbogentor samt darin sichtbarem goldenem Lindenbaum durchzogener Schild, oben von einem goldenen Fallgitter bedeckt, dessen untere Spitzen bis über den Mauerrand herabragen und das mit einem roten, von einem silbernen Sparren durchzogenen Schildchen belegt ist, das eine goldene Laubkrone trägt.